# High-Oleic-Sonnenblumen
Bei High-Oleic-Sonnenblumen (kurz HO-Sonnenblumen) handelt es sich um Züchtungen der Sonnenblume (Helianthus annuus) mit einem Ölsäure-Anteil von etwa 75–93 % der Fettsäurereste in den Triglyceriden. Die erste HO-Sonnenblume wurde durch Mutagenese in Russland gezüchtet und 1977 freigegeben (Sorte Pervenets). Alle heute im Anbau befindlichen Sorten wurden über verschiedene Mutagenesemethoden gezüchtet (z. B. EMS, Natriumazid, Röntgenstrahlung und Dimethylsulfat). Laut EU-Regelung sind somit alle HO-Sonnenblumen gentechnisch verändert, unterliegen aber nicht den strengen GVO-Vorschriften.

## Nutzungsgeschichte
Seit etwa Mitte der 90er Jahre gibt es einen nennenswerten Anbau in Europa. In Deutschland werden mittlerweile Sorten mit bis zu 93 % Ölsäure angebaut. Das Öl aus den Sorten mit 75–90 % wird überwiegend in der Ernährung eingesetzt. Aufgrund des hohen Anteils an einfach ungesättigter Fettsäure, der Ölsäure (C 18:1), und des geringen Anteils mehrfach ungesättigter Fettsäuren zeichnet sich dieses Öl durch eine sehr hohe Hitze- und Oxidationsstabilität aus. Daher eignet es sich sehr gut für die heiße Küche, zum Braten und Frittieren. Die Standzeiten in der Fritteuse sind deutlich erhöht, darüber hinaus wird es praktisch nicht mehr ranzig.
Öl aus Sorten mit über 90 % Ölsäure wird überwiegend im technischen Bereich der chemischen Industrie eingesetzt. Aufgrund der extrem hohen Oxidations- und Hitzestabilität eignet es sich besonders im Bereich der Schmierstoffherstellung.
Hydraulik- und Spezialöle aus HO-Ölen sind den meisten vergleichbaren mineralölbasierten Produkten deutlich überlegen. Auch in der Kosmetikindustrie findet High Oleic Sonnenblumenöl hochwertige Anwendungsfelder.

### Beispiele des Fettsäuremusters in den Triglyceriden
| Palmitinsäure | (C 16:0) | 6,8 %   |
| Stearinsäure  | (C 18:0) | 3,5 %   |
| Ölsäure       | (C 18:1) | 85,1 %  |
| Linolsäure    | (C 18:2) | 3,9 %   |
| sonstige      |          | < 0,7 % |

| Palmitinsäure | (C 16:0) | 3,5 %   |
| Stearinsäure  | (C 18:0) | 1,5 %   |
| Ölsäure       | (C 18:1) | 92,3 %  |
| Linolsäure    | (C 18:2) | 1,9 %   |
| sonstige      |          | < 0,8 % |

## Weiterführende Literatur
- W. Lühs, W. Fried: Anbauempfehlungen für hochölsäurehaltige (HO-)Sonnenblumen in Deutschland. 3. Auflage, Justus-Liebig-Universität Giessen 1998, Vollversion (Seite nicht mehr abrufbar, festgestellt im April 2017. Suche in Webarchiven).
- W. Sauermann, Jutta Gronow: EU-Sortenversuch High-oleic Sonnenblumen 2006. Download (Seite nicht mehr abrufbar, festgestellt im April 2017. Suche in Webarchiven).
- Volker Hahn: Untersuchungen zur Verbesserung der Sklerotinia-Resistenz von 'High oleic' Sonnenblumen. Universität Hohenheim, 2003.Projektbeschreibung (Seite nicht mehr abrufbar, festgestellt im April 2017. Suche in Webarchiven).